# Seleção Essuatiniana de Futebol
A Seleção Essuatiniana de Futebol (anteriormente, Seleção Suazi de Futebol) representa Essuatíni nas competições de futebol da FIFA. Ela é filiada à FIFA, CAF e à COSAFA.
Controlada pela Associação de Futebol de Essuatíni, jamais se classificou para Copas do Mundo ou para alguma edição da Copa das Nações Africanas. 
Participou da Copa COSAFA 19 vezes e tem como melhor resultado a terceira colocação na edição de 2016. 

## Desempenho em Copas
- 1930 a 1966: Era parte do Reino Unido.
- 1970 a 1990: Não se inscreveu.
- 1994 a 2022: Não se classificou.

## Desempenho em CAN's
- 1957 a 1968: Era parte do Reino Unido.
- 1970 a 1976: Não era filiada à CAF.
- 1978 a 1982: Não se inscreveu.
- 1984: Desistiu.
- 1986: Não se classificou.
- 1988: Não se inscreveu.
- 1990 a 1992: Não se classificou.
- 1994: Não se inscreveu.
- 1996: Desistiu.
- 1998: Não se inscreveu.
- 2000 a 2012: Não se classificou.
- 2013: Desistiu.
- 2015 a 2021: Não se classificou.

## Treinadores
| - Ted Dumitru (1983–85) - Dumisa Mahlalela (1992–93) - Scara Thindwa (1996) - Jan Simulambo (1997) - Francis Banda (1998–2000) - Dumisa Mahlalela (2001–02) - Mandla Dlamini (2003) - Francis Banda (2003) - Werner Bicklehaput (2003) | - Dumisa Mahlalela (2004) - Francis Banda (2005) - Jan Van Winckel (2006) - Ayman El Yamani (2006–07) - Martin Chabangu (2007, interino) - Raoul Savoy (2007–08) - Ephraim Mashaba (2008–10) - Musa Zwane (2010–11) - Obed Mlotsa (2011) | - Caleb Ngwenya (2011–12, interino) - Valere Billen (2012–13) - Harris Bulunga (2013–14, interino) - Harris Bulunga (2014–16) - Anthony Mdluli (2017) - Hendrik Pieter de Jongh (2017-18) - Anthony Mdluli (2018, interino) - Kosta Papić (2018–2019) - Dominic Kunene (2020–) |